# 波塞申島 (納米比亞)
波塞申島是納米比亞的島嶼，位於該國西南部的大西洋海域，屬於企鵝群島的一部分，長4公里、寬0.7公里，面積0.97平方公里，最高點海拔高度20米，島上無人居住。

## 外部連結
- Avian Demography Unit, Department of Statistical Sciences, University of Cape Town
- Pinguin-Studie zu Possession Island （页面存档备份，存于）
- Luftaufnahme der Insel （页面存档备份，存于）